# Saracinesco
Saracinesco – miejscowość i gmina we Włoszech, w regionie Lacjum, w prowincji Rzym.
Według danych na rok 2004 gminę zamieszkiwało 178 osób, 17,8 os./km².